# Das Bastardzeichen
Das Bastardzeichen (englisch: Bend sinister) ist ein 1947 erschienener Roman, eine Dystopie, von Vladimir Nabokov. Eine deutsche Übersetzung erschien erstmals 1962.

## Handlung
Der Philosoph Adam Krug ist verwitwet und hat einen kleinen Sohn, David. Gegen seinen Willen wird Krug in die aktuelle Politik seines Heimatlandes hineingezogen. Er war ein Klassenkamerad des mit brutalen Methoden herrschenden Diktators Paduk. Deshalb wird er von seinen Professorenkollegen gebeten, seinen vermeintlichen Einfluss zugunsten der Universität geltend zu machen. Auch Paduk selbst möchte sich den guten und bis ins Ausland reichenden Ruf des führenden Intellektuellen zunutze machen. Krug lehnt jedoch jede Kooperation verächtlich ab. Die sich daraufhin entfaltenden Repressionen des Regimes gipfeln in der Entführung Davids, der in einem Jugendgefängnis von seinen Mitgefangenen ermordet wird. Krug verfällt dem Wahnsinn und provoziert seine Erschießung durch die Paduksche Leibwache.
Verschiedentlich streift Krug die Ahnung, dass er nicht in der Realität lebt, sondern in einem von höherer Ebene gesteuerten Albtraum. Am Ende des Buches bewahrheitet sich das: Der Autor gibt sich zu erkennen und macht geltend, er habe sein Geschöpf Adam Krug durch den Tod erlöst.
Die eigentliche Handlung wird unterbrochen von einer ausführlichen gelehrten Debatte zwischen Krug und seinem Freund und Kollegen Elber. Gegenstand ist Shakespeares Leben und Werk, insbesondere Hamlet. Nach Dieter E. Zimmer hat Nabokov dieses Zwischenspiel eingesetzt, weil das Drama und die Person Hamlet, „als höchste Manifestation individuellen Bewusstseins“, den diametralen Widerspruch zur brutalen Gleichmacherei der padukschen Diktatur darstellen.

## Der Titel

Klassischer Bastardfaden

Das Bastardzeichen, auch Bastardfaden, ist ein heraldisches Zeichen. Der englische Begriff Bend sinister kann auch nicht-heraldisch verstanden werden und bezeichnet dann eine sinistre, also ungute Wendung. Im heraldischen Zusammenhang bedeutet der englische Ausdruck Links-Balken. Das Wappen mit dem Linksbalken ist die Scheidewand zwischen Adam Krugs fiktiver Welt und der realen Welt des Autors, der den Balken seinerseits richtig herum sieht.

## Historischer Hintergrund
Nabokov selbst lehnte „automatische Vergleiche“ mit Kafka und Orwell ab – eben weil sie auf der Hand liegen. Die alptraumhafte Unergründlichkeit des Herrschaftssystems erinnert an Werke Kafkas, insbesondere an Der Process. Die Verarbeitung zeitgenössischer Politik ähnelt in der Ausgangsposition dem genau gleichzeitig entstandenen Roman 1984 von Orwell: Beide Bücher speisen sich aus Erfahrungen mit Stalinismus und Nationalsozialismus. Nabokov war 1919 aus Russland und 1937 aus Deutschland emigriert.
Obwohl er darauf pochte, keine politischen Anliegen zu vertreten (so in einem Vorwort von 1963), stimmte er 1948 prinzipiell einer von der amerikanischen Regierung geforderten sofortigen Übersetzung ins Deutsche zu. Vera Nabokov teilte dem damit befassten Offizier mit: „Mein Mann hofft, dass sein Buch beim Re-education-Programm der Regierung von Nutzen sein kann, obwohl wir so, wie wir die Deutschen kennen, einige Zweifel daran hegen, daß sie einer Umerziehung zugänglich sind. [...] Obwohl die im Buch tatsächlich geschilderte Diktatur imaginär ist, weist sie dennoch absichtlich Merkmale auf, die a) dem Nazismus, b) dem Kommunismus, c) jedem diktatorischen Trend auch in einer ansonsten nicht-diktatorischen Gesellschaftsordnung eigen sind.“ Jedoch fand Nabokov die ihm vorgelegte deutsche Übersetzung so schlecht, dass das Projekt nicht zustande kam.

## Ausgabe
Das Bastardzeichen. Gesammelte Werke Band VII, Dieter E. Zimmer Hg., Rowohlt Verlag, Reinbek 1990, ISBN 3-498-04645-4.